# استفانوواتس
استفانوواتس (به لاتین: Stevanovac) یک منطقهٔ مسکونی در مونته‌نگرو است که در مویکوواس واقع شده‌است. استفانوواتس ۱۹۰ نفر جمعیت دارد.